# Roverella (famiglia)

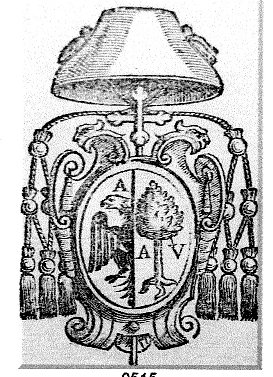
Stemma di Bartolomeo Roverella, arcivescovo di Ravenna.

Roverella, antica nobile famiglia di Ferrara, nota sin dal XIV secolo.
Capostipite fu Gennaro Roverella, cittadino di Rovigo e uomo d'armi al servizio dei Da Carrara e poi degli Este.

## Membri illustri
- Gennaro Roverella (XIV secolo-XV secolo), capostipite della famiglia, al servizio di Niccolò II d'Este, marchese di Ferrara
- Giovanni Roverella (XIV secolo-XV secolo), notaio
- Bartolomeo Roverella (1406-1476), cardinale
- Florio Roverella (?-XV secolo), medico e ambasciatore
- Lorenzo Roverella (?-1474), medico e vescovo di Ferrara
- Girolamo Roverella (?-1523), condottiero al servizio degli Estensi
- Beatrice Roverella (?-1575)
- Filiasio Roverella (?-1552), vescovo di Ascoli
- Lattanzio Roverella (?-1566), vescovo di Ascoli
- Ippolito Roverella (1525-?), uomo d'armi, cavaliere dell'Ordine di Cristo
- Roverello Roverella /?-XVII secolo), membro del gran Concilio centumvirale, istituito da papa Clemente VIII
- Aurelio Roverella (?-1648), governatore di Crema e di Bergamo
- Aurelio Roverella (1748-1812), cardinale

## Possedimenti

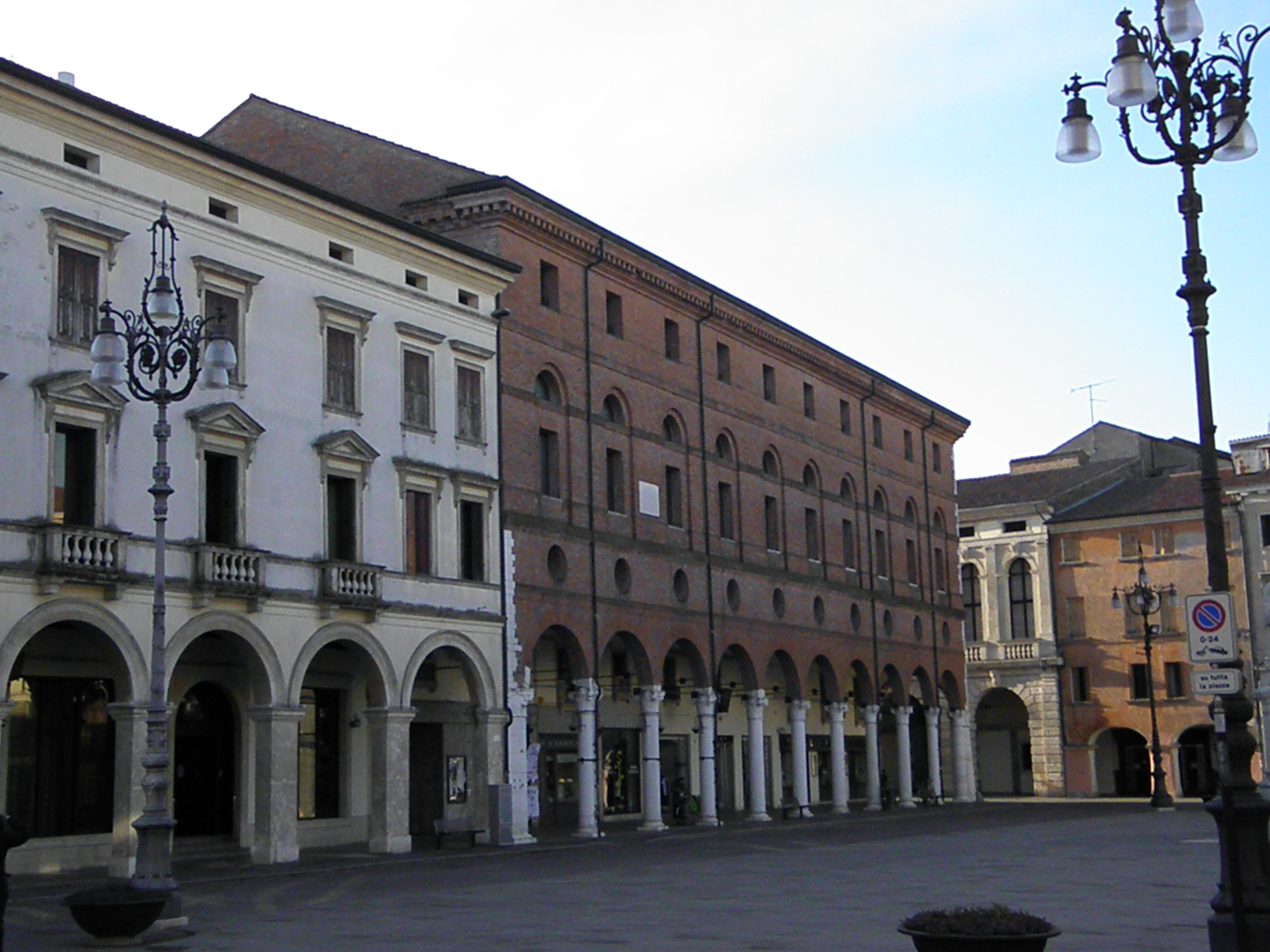
Rovigo, Palazzo Roverella.

- Palazzo Roverella, Ferrara
- Palazzo Roverella, Rovigo

## Arma
Partito d'oro alla mezz'aquila di nero coronata d'oro, uscente dalla partizione, col volo abbassato; e di azzurro alla rovere al naturale di quattro rami decussati.